# Leonie Rysanek
Leonie Rysanek   (Viena, 14 de novembre de 1926 - Viena, 7 de març de 1998) va ser una soprano dramàtica austríaca.

## Biografia
Rysanek va néixer a Viena i va fer el seu debut operístic el 1949 a Innsbruck. El 1951 es va reobrir el Festival de Bayreuth i el nou líder Wieland Wagner li va demanar que cantés Sieglinde a Die Walküre. Estava convençut que la seva veu única, jove i bella, combinada amb les seves rares habilitats d'actuació, crearia sensació. Es va convertir en una estrella de la nit al dia, i el paper de Sieglinde la va seguir durant la resta de la seva carrera. La seva darrera actuació va ser al Festival de Salzburg l'agost de 1996, com a Klytämnestra a Elektra de Richard Strauss.
El seu debut a l'Metropolitan Opera va arribar el 1959 com Lady Macbeth a Macbeth de Verdi, substituint Maria Callas que havia estat "acomiadada" de la producció. Al llarg de la seva llarga carrera, hi va cantar 299 actuacions de 24 papers. Va protagonitzar produccions de Nabucco de Verdi, en el paper principal de Ariadne auf Naxos de Richard Strauss, l'emperadriu a Die Frau ohne Schatten, també de Strauss, i Káťa Kabanová de Janáček. Allà es va acomiadar com la comtessa a The Queen of Spades de Txaikovski el gener de 1996.
Va ser nomenada comissària del Festival de Viena pocs mesos després de la seva jubilació, càrrec que va ocupar fins a la seva mort a Viena als 71 anys (li havien diagnosticat càncer d'os durant les seves últimes actuacions al Met). Dos dies després, es va dedicar una producció de l'Metropolitan Opera de Lohengrin de Wagner amb Ben Heppner en el paper principal a la seva memòria. En aquella òpera, havia cantat el paper d'Ortrud a la producció de 1985–86.

## Veu i rols
La veu de Leonie Rysanek es considera en línia amb les categories spinto i soprano dramàtic. Tot i que la seva veu va caure a l'extrem superior de les categories jugendlich-dramatisch i dramatischer Sopran del repertori alemany, era exclusivament dramàtica segons els estàndards operístics italians. La seva resistència a l'alta tessitura de les òperes de Strauss és àmpliament elogiada. 
És coneguda per cantar la música de Richard Strauss. Va ser elogiada especialment com l'emperadriu (Kaiserin) a Die Frau ohne Schatten, el paper principal a Salomé, el Marschallin a Der Rosenkavalier i Chrysothemis a Elektra. Va cantar ocasionalment Ariadne/Prima Donna a Ariadne auf Naxos i protagonistes femenines en òperes de Strauss rarament posades en escena (Die ägyptische Helena i Die Liebe). der Danae). No obstant això, prudent de jugar fora de la seva lliga, no va abordar Salomé fins al 1972, quan tenia 46 anys, tot i que va mantenir el paper de Sieglinde en el seu repertori actiu des dels seus 20 anys fins als 62 anys. Va evitar les ofertes per cantar Isolda en El Tristan und Isolde de Wagner malgrat l'especulació que el paper seria perfecte per a ella. Va cantar Brünnhilde a Die Walküre el 1950 a Innsbruck, però no va tornar a aquest paper. Va declarar a les entrevistes que el seu gran respecte per la seva col·lega Birgit Nilsson va ser un factor per evitar els papers característics d'aquella soprano. Una de les seves actuacions a Die Walküre va tenir lloc la mateixa setmana que la seva aparició com a Gilda a Rigoletto. 
Com a austríac i Mitteleuropäerin, Rysanek també es va interessar per la música dels països eslaus, tant rus (Tchaikovsky) com txec (Smetana, Leoš. Janáček).
Rysanek va cantar Turandot i va ser elogiada pel seu paper de Kundry a Parsifal al Met de Viena i al Festival de Bayreuth. Va començar la seva carrera quan Kirsten Flagstad encara era viva i Birgit Nilsson i Astrid Varnay al cim de les seves habilitats vocals. El 1981, Karl Böhm la va persuadir perquè cantés Elektra per a una pel·lícula d'Unitel (amb la banda sonora gravada a l'estudi), no per a una producció en directe en un teatre d'òpera.
En els seus darrers anys, Rysanek va tornar als papers dramàtics de mezzo-soprano com Herodias a Salomé, Klytemnestra a Elektra i la Kostelnička a la pel·lícula de Janáček. Jenůfa.
La soprano Lotte Rysanek era la germana de Leopoldine Rysanek.

## Enregistraments publicats oficialment
Obra (compositor), paper, director, any d'enregistrament, segell.
- Die Walküre Acte III (Richard Wagner), Sieglinde, Herbert von Karajan, 1951, EMI
- Die Walküre (Richard Wagner), Sieglinde, Wilhelm Furtwängler, 1954, EMI
- Die Frau ohne Schatten (Richard Strauss), emperadriu, Karl Böhm, 1955, Decca
- Fidelio (Ludwig van Beethoven), Leonore, Ferenc Fricsay, 1957, Deutsche Grammophon
- Àries operístiques, Arturo Basile, 1958, RCA Victor
- Ariadne auf Naxos (Richard Strauss), Prima Donna/Ariadne, Erich Leinsdorf, 1958, Decca
- Macbeth (Giuseppe Verdi), Lady Macbeth, Erich Leinsdorf, 1959, RCA Victor
- Otello (Giuseppe Verdi), Desdèmona, Tullio Serafin, 1960, RCA Victor
- Rèquiem (Giuseppe Verdi), soprano, Herbert von Karajan, 1960, EMI
- The Flying Dutchman (Richard Wagner), Senta, Antal Doráti, 1961, Decca
- La dona sense ombra (Richard Strauss), emperadriu, Herbert von Karajan, 1964, Deutsche Grammophon
- Die Walküre (Richard Wagner), Sieglinde, Karl Böhm, 1967, Philips
- Medea (Luigi Cherubini), Medea, Horst Stein, 1972, RCA
- Salomé (Richard Strauss), Salomé, Karl Böhm, 1972, RCA
- La dona sense ombra (Richard Strauss), Emperadriu, Karl Böhm, 1977, Deutsche Grammophon
- Elektra (Richard Strauss), Elektra, Karl Böhm, 1981, Unitel (vídeo)
- Jenůfa (Leoš Janáček), Kostelnicka, Eve Queler, 1988, BIS
- Salomé (Richard Strauss), Herodias, Giuseppe Sinopoli, 1990, Deutsche Grammophon
- Elektra (Richard Strauss), Klytaemnestra, Jeffrey Tate, 1990, Claves
- Elektra (Richard Strauss), Klytaemnestra, Friedemann Layer, 1995, Actes Sud Musicales

## Altres enregistraments
- Senta a The Flying Dutchman: Festival de Bayreuth 1959, cond. Wolfgang Sawallisch.
- Sieglinde a Die Walküre: Festival de Bayreuth 1958, cond. Hans Knappertsbusch.
- Papel principal a Salomé: Chorégies d'Orange (França) 1974, cond. Rudolf Kempe.
- Gioconda a La Gioconda: Òpera Estatal de Berlín, 1974, cond. Giuseppe Patanè.
- Chrysothemis a Elektra: Cologne Radio 1953, cond. Richard Kraus, Òpera estatal de Baviera 1955, cond. Karl Boehm.
- Elisabeth a Tannhäuser: Festival de Bayreuth 1964, cond. Otmar Suitner i 1966, cond. Carlos Melles.
- Elsa a Lohengrin: Festival de Bayreuth 1958, cond. André Cluytens.
- Danae a L'amor de Danae (Richard Strauss): Òpera estatal de Baviera 1953, cond. Kurt Eichhorn.
- Helena a Die Ägyptische Helena (Richard Strauss): Òpera estatal de Baviera 1956, cond. Joseph Keilberth.
- Papel principal a Aida (Giuseppe Verdi): Òpera de Viena 1955, cond. Rafael Kubelík.
- Amelia a Un ballo in maschera (Giuseppe Verdi): Òpera metropolitana 1962, cond. Nello Santi.

## Condecoracions i premis

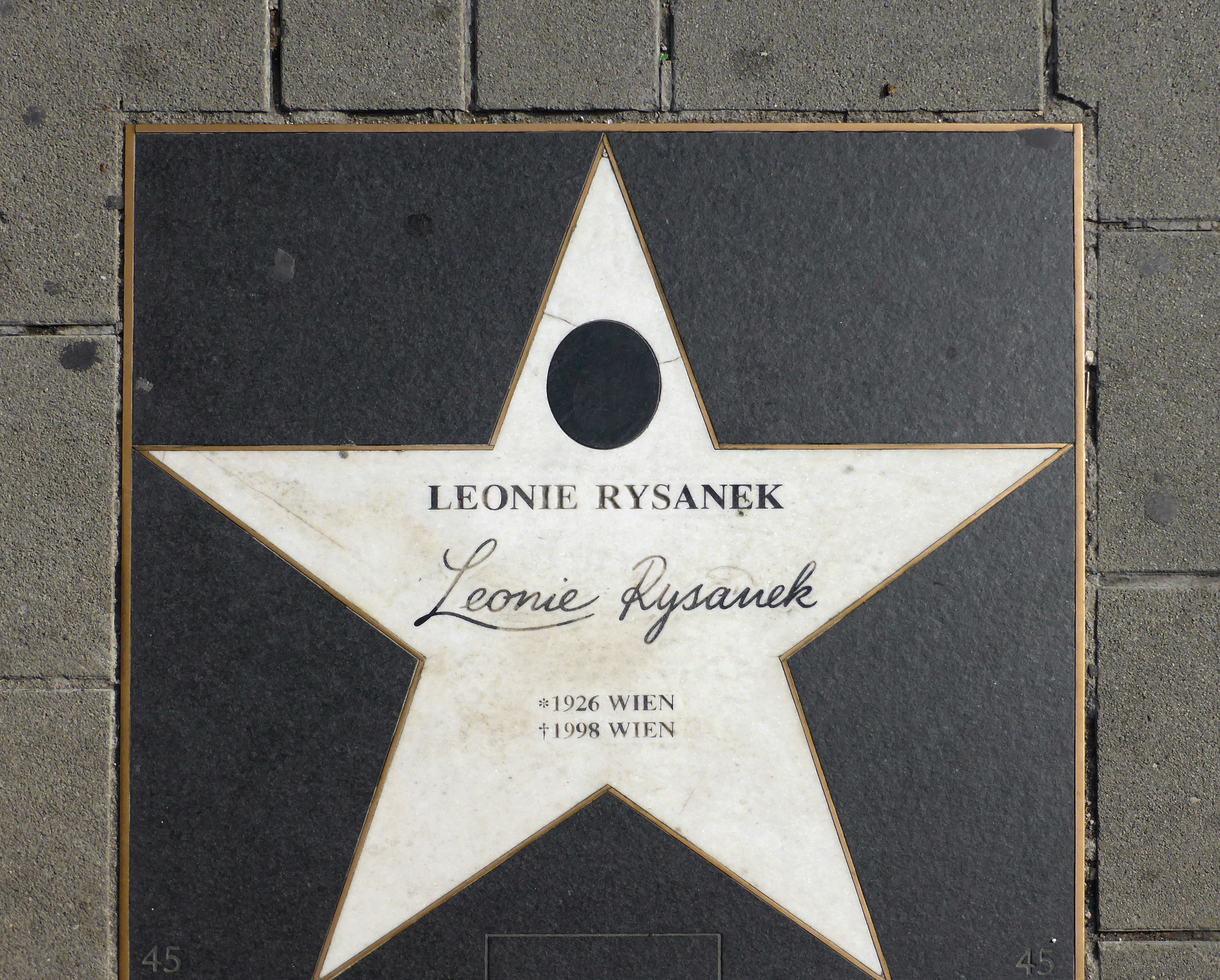
Walk of Fame Vienna

- 1956: Österreichische Kammersängerin[2]
- 1956: Bayerische Kammersängerin[2]
- 1956: Rosa de plata de la Filharmònica de Viena[2]
- 1986: Anell d'Honor de la Viena
- 1991: Comandant de l'Orde de les Arts i les Lletres (França)[2]
- 1996: Gran condecoració d'or per als serveis a la República d'Àustria[3][2]
- Creu d'Honor austríaca per a la ciència i l'art, 1a classe

Membres d'honor
- 1974: membre honorari de l'Òpera estatal de Viena[2]
- 1984: membre honorari de l'Òpera metropolitana[2]
- 1986: membre honorari de l'Òpera de San Francisco[2]
- 1994: membre honorari de l'Òpera de Marsella[2]